# Cambremer (À la recherche du temps perdu)
 (avril 2011).
Si vous disposez d'ouvrages ou d'articles de référence ou si vous connaissez des sites web de qualité traitant du thème abordé ici, merci de compléter l'article en donnant les références utiles à sa vérifiabilité et en les liant à la section « Notes et références ».
Cambremer est le nom de famille de plusieurs personnages du roman À la recherche du temps perdu de Marcel Proust.

## Origine du nom
Leur nom est celui d'une commune du Calvados qui se situe à trente kilomètres dans les terres de Cabourg, qui a servi à Proust de modèle pour Balbec près duquel résident les Cambremer. Ils sont donc membre d'une petite noblesse de Province.
Leur nom est ainsi commenté par Swann et Oriane des Laumes qui deviendra Guermantes :
 « Enfin ces Cambremer ont un nom bien étonnant. Il finit juste à temps, mais il finit mal ! dit-elle en riant.

— Il ne commence pas mieux, répondit Swann.

— En effet cette double abréviation !…

— C'est quelqu'un de très en colère et de très convenable qui n'a pas osé aller jusqu'au bout du premier mot.

— Mais puisqu'il ne devait pas pouvoir s'empêcher de commencer le second, il aurait mieux fait d'achever le premier pour en finir une bonne fois. »

## Personnages
- Marquise douairière Zélia de Cambremer :

Belle-mère de la marquise de Cambremer, qu'elle compare à un « ange », salive abondamment, bonne musicienne et admiratrice de Chopin, utilise « la règle des trois adjectifs », apparaît à la soirée de Mme de Saint-Euverte chez qui Swann et la princesse des Laumes se moquent de son nom, a peu de relations dans le Faubourg Saint-Germain, peu appréciée de la duchesse de Guermantes, invite le narrateur, qui décrit ses mimiques pour parler d'art, lors de son deuxième séjour à Balbec dans Sodome et Gomorrhe, a de nombreux enfants, dont Mme de Gaucourt qui souffre d'asthme comme Marcel, fort âgée, elle vit encore après la guerre.
- Marquis de Cambremer (« Cancan ») :

Gentilhomme normand affublé d'un nez de travers qui le rend fort laid ; marié à la sœur de Legrandin, propriétaire de La Raspelière, que loue Mme Verdurin près de Balbec. Il lui rend visite dans Sodome et Gomorrhe et y admire Cottard. Très intéressé par les étouffements du Narrateur, à qui il fait éloge d'un colonel juif, par politesse et malgré son antisémitisme, se brouillera ensuite avec les Verdurin. Dans Le Temps retrouvé, le narrateur le rencontre à la matinée Guermantes et constate son changement « par l'adjonction d'énormes poches rouges aux joues ».
- Marquise Renée-Élodie de Cambremer :

Épouse du précédent et sœur du Legrandin de Méséglise. Cultivée et intelligente, à l'inverse de sa belle-mère, méprise Chopin mais admire Wagner et Debussy. Elle est aussi « snob » que son frère et rêve de faire partie de la coterie Guermantes, mais elle n'a malheureusement pas de relations dans l'aristocratie. Dans Sodome et Gomorrhe, en visite chez les Verdurin qui louent sa propriété de Féterne, elle critique tout et finira par se brouiller avec eux. A été folle de Swann, et même en a été la maîtresse après la séparation de celui-ci avec Odette de Crécy. « Jamais elle n'avait réussi à se le faire présenter même au temps de la liaison qu'elle avait eue avec Swann » (Sodome et Gomorrhe).
Puis elle est devenue l'objet de l'amour de Brichot. Dans Le Temps Retrouvé, Saint-Loup la juge « idiote » par sa prétention et son impertinence et puisqu'alors la duchesse de Guermantes la recherche, elle devient indifférente à ses attentions.
- Léonor de Cambremer :

Fils des précédents. Épouse la nièce de Jupien.

## Interprètes
Mme de Cambremer est interprétée par :
- Charlotte de Turckheim dans Un amour de Swann de Volker Schlöndorff (1984)

M. de Cambremer est interprété par :
- Bernard Garnier dans Le Temps retrouvé de Raoul Ruiz (1999)